# Benedetto Baldassari
Benedetto Baldassari o Baldassarri (1685 circa – Londra, 1739) è stato un cantante castrato italiano.

## Biografia
Pochissimo è noto di Benedetto Baldassari prima del suo arrivo a Düsseldorf nel 1706, quando fu scritturato come cantante da camera alla corte di Giovanni Guglielmo del Palatinato e della moglie Anna Maria Luisa de' Medici. Qui si fece conoscere e apprezzare come interprete dell'opera di Agostino Steffani, cantando i ruoli di Ermude nel suo Arminio (1707) e Teodata nel Tassilone (1709).
Nel 1711 cantò davanti a Georg Friedrich Händel, che gli consigliò di andare a Londra. In Inghilterra Baldassarri cantò il ruolo di Dario nel pasticcio Ercole e si esibì anche nell'Antioco di Francesco Gasparini. Tornato in Italia, si recò a Roma, dove cantò con grande successo il ruolo di Berenice in Tito e Berenice di Antonio Caldara nel 1714. Negli anni successivi cantò i ruoli di Emilia in Lucio Papirio a Roma (1714) e Omiro nella Farnace di Carlo Francesco Pollarolo (1718).
Nel marzo 1719 tornò a Londra e cantò in due concerti al Theatre Royal Drury Lane. Fu il primo castrato ad essere invitato a unirsi alla Royal Academy of Music, con cui interpretò Remo nel Numitore di Giovanni Porta, Cefalo nel Narciso di Domenico Scarlatti e Fraarte nella prima del Radamisto di Händel. Dopo aver recitato solo in un paio di concerti durante l'anno seguente, nella stagione 1720/1721 cantò il ruolo di Timante nella prima del Floridante di Handel e calcò le scene londinesi nelle opere di Bononcini Crispo e Griselda.
Tra l'ottobre e il dicembre 1725 si esibì in sedici concerti a Dublino, mentre nel 1732 cantò ad Edimburgo. Morì nel novembre 1739 nel quartiere londinese di Richmond.